# Diocesi di Naumburg

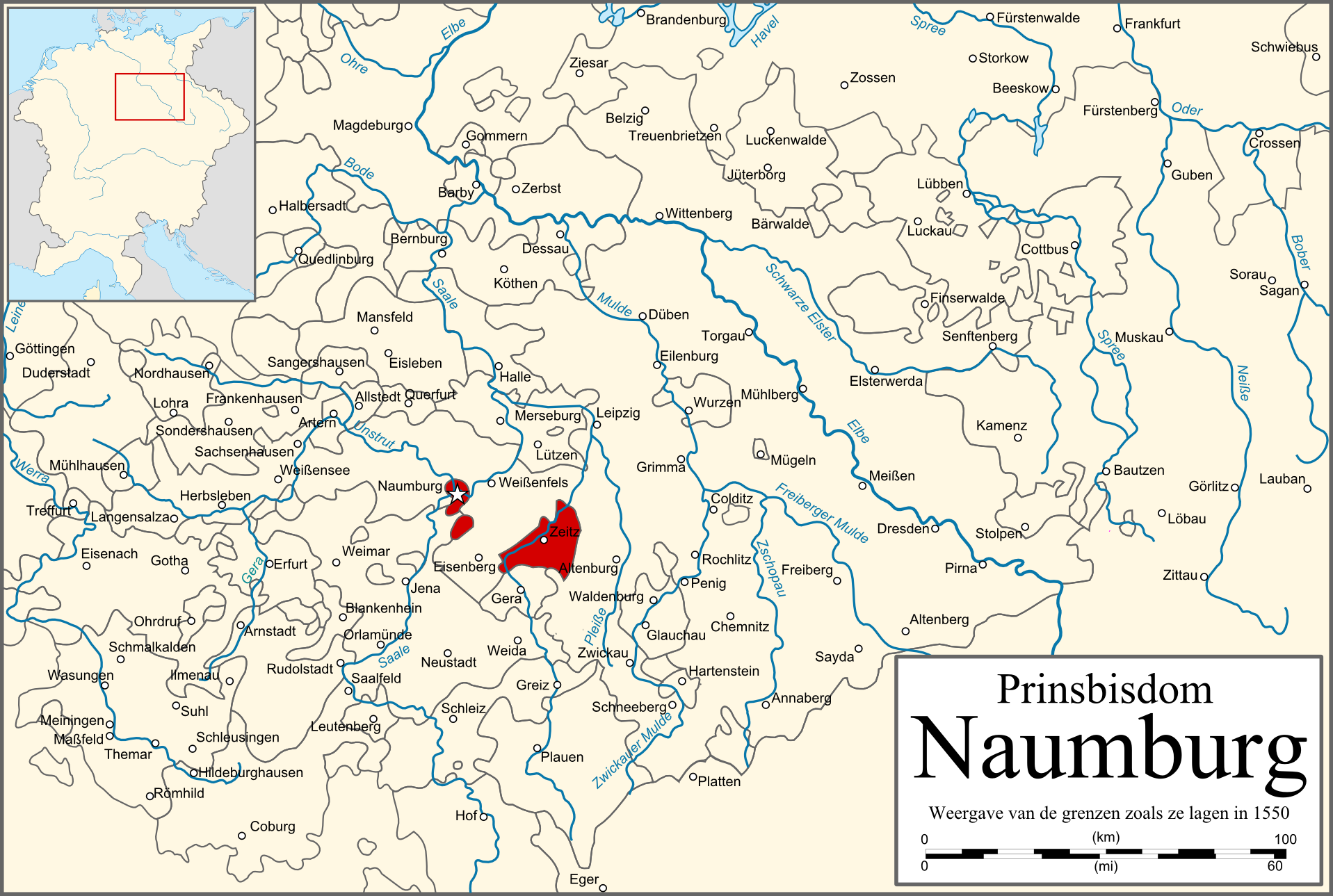
Mappa del principato ecclesiastico di Naumburg nel 1550.

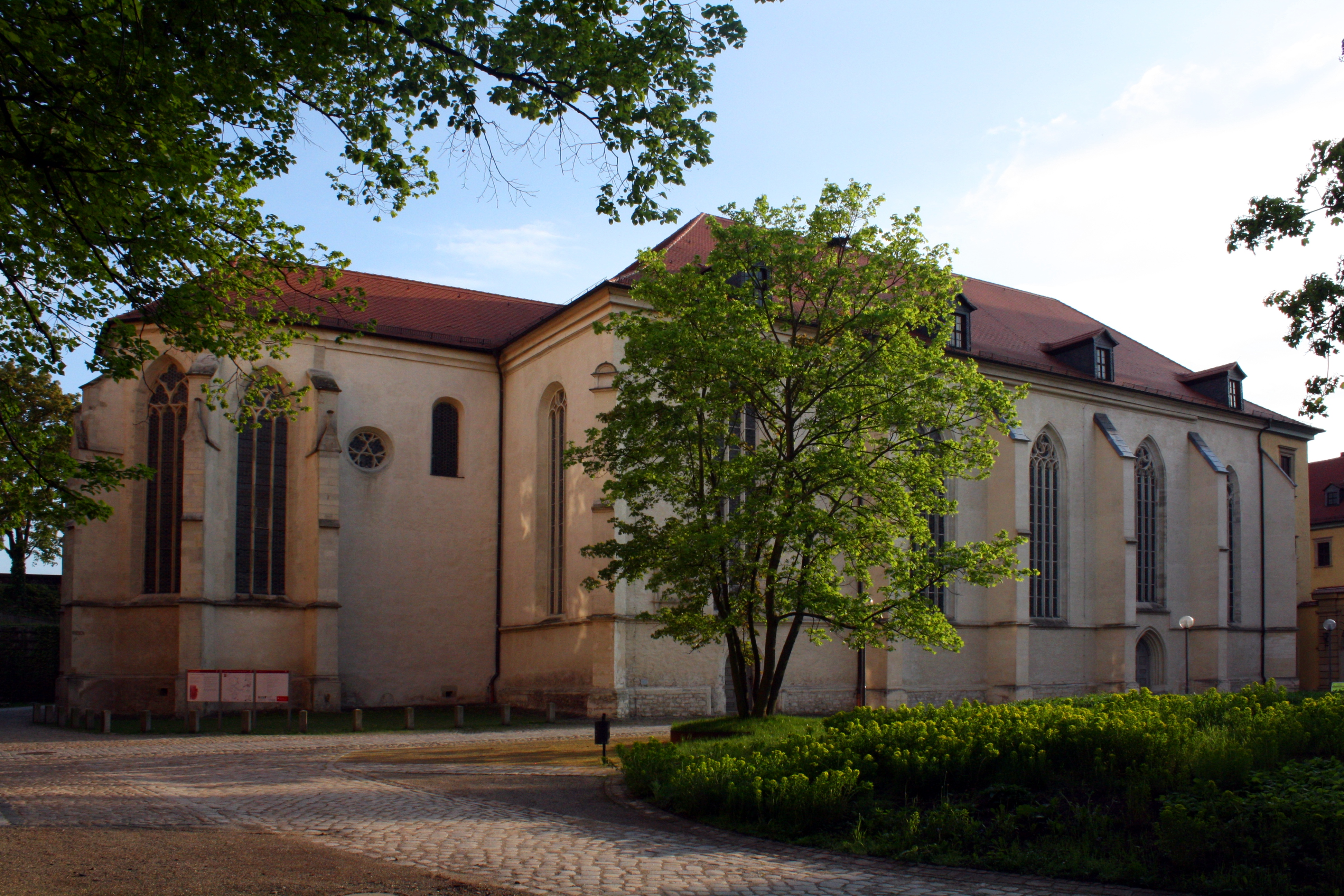
L'ex cattedrale di Zeitz.

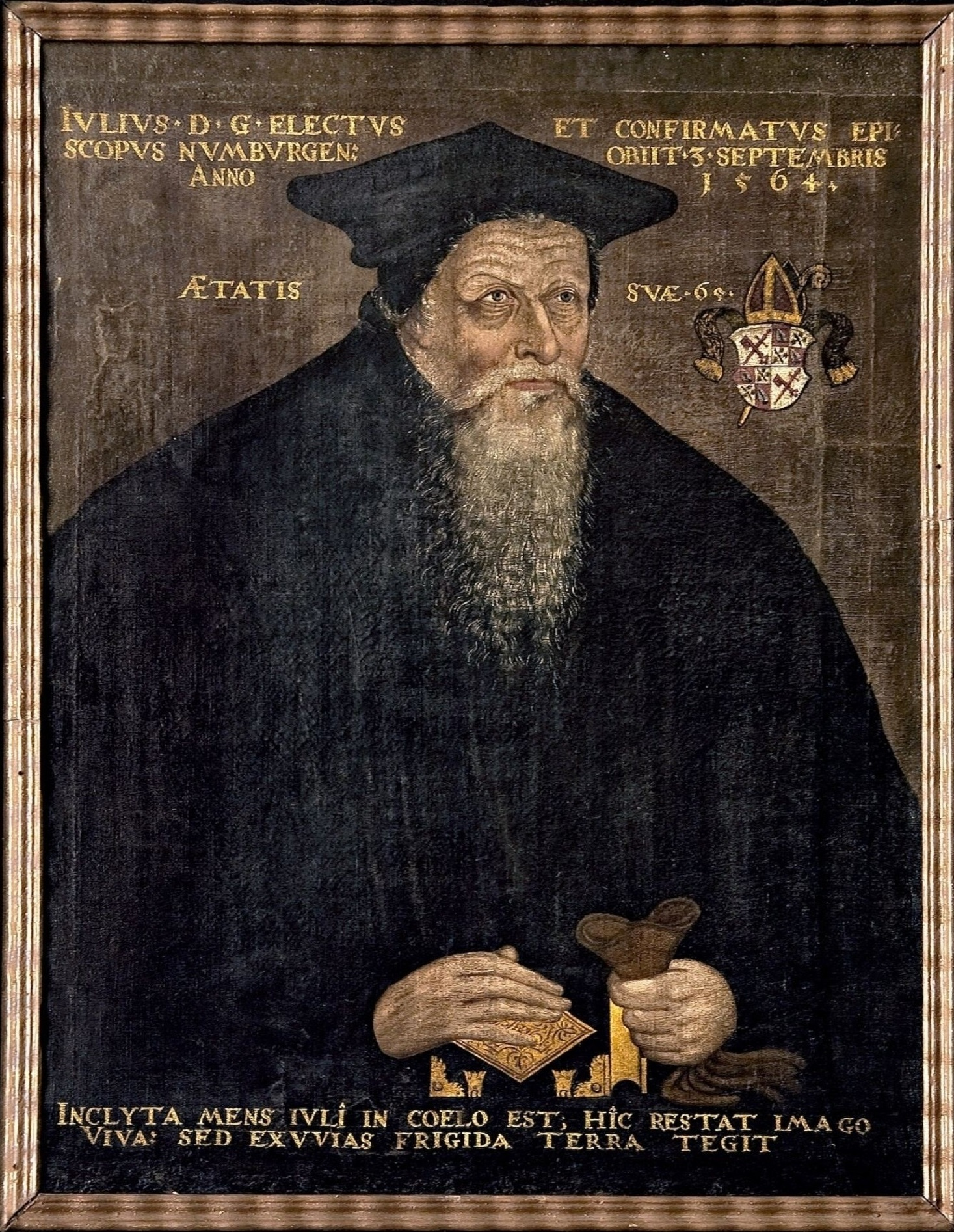
Julius von Pflug, l'ultimo vescovo cattolico di Naumburg.

La diocesi di Naumburg (in latino Dioecesis Nuemburgensis) è una sede soppressa della Chiesa cattolica in Germania ed un antico principato ecclesiastico del Sacro Romano Impero.

## Territorio
La diocesi comprendeva parte dell'odierno land tedesco dell'Assia. Confinava a nord con le diocesi di Halberstadt e di Merseburg, ad est con quella di Meißen, a sud con l'arcidiocesi di Praga e la diocesi di Bamberga, e ad ovest con l'arcidiocesi di Magonza.
Sede vescovile era la città di Naumburg, dove si trova la cattedrale dei Santi Pietro e Paolo. A Zeitz si trova l'antica cattedrale, anch'essa dedicata ai due apostoli.

## Storia
L'evangelizzazione di questa parte del territorio tedesco fu opera del missionario Boso, monaco dell'Abbazia di Sant'Emmerano di Ratisbona, a partire dalla metà del X secolo. La diocesi di Zeitz fu eretta il 2 gennaio 968.
Nel 1029 la sede episcopale fu trasferita a Naumburg, a seguito degli attacchi di Miecislao II.
L'8 novembre 1228 papa Gregorio IX rinnovò il privilegio con il quale il suo predecessore papa Giovanni XIX aveva concesso al vescovo Hildeward di trasferire la sede episcopale da Zeitz a Naumburg.
L'ultimo vescovo in comunione con la Santa Sede fu Julius von Pflug, espulso dalla sua diocesi nel 1546/47 e morto il 3 settembre 1564.

## Cronotassi dei vescovi

### Vescovi di Zeitz
- Hugo, O.S.B. † (25 dicembre 968 consacrato - aprile/maggio 979 deceduto)
- Friedrich † (980 - circa 990 deceduto)
- Hugo † (991 - 1002 deceduto)
- Hildeward † (1002 - 11 agosto 1032 deceduto)

### Vescovi di Naumburg
- Pietro Cadalo † (prima del 17 dicembre 1032 - circa 1045 nominato vescovo di Parma)
- Eberhard † (1045 - 5 maggio 1078 deceduto)
- Günther von Wettin † (1079 - 1º aprile 1089 deceduto)
- Walram † (1089 - 12 aprile 1111 deceduto)
- Dietrich † (1111 - 27 settembre 1123 deceduto)
- Richwin † (1123 - 11 aprile 1125 deceduto)
- Udo von Thüringen † (prima del 20 dicembre 1125 - 1148 deceduto)
- Wichmann von Seeburg-Querfurt † (prima del 9 luglio 1150 - prima del 1º novembre 1152 nominato arcivescovo di Magdeburgo)
- Berthold von Boblas † (1154 - 6 maggio ? 1161 deceduto)
- Udo von Veldenz † (1161 - 2 aprile 1186 deceduto)
- Berthold † (1186 - 19 aprile 1206 dimesso)
- Engelhard † (22 aprile 1207 consacrato - 4 aprile 1242 deceduto)
- Dietrich von Meißen † (1244 - 22 settembre 1272 deceduto)
- Meinher von Neuenburg † (1273 - 1280 deceduto)
- Ludolf von Mihla † (4 aprile 1281 - agosto 1285 deceduto)
  - Ruterius † (1285 deceduto) (vescovo eletto)
- Bruno von Langenbogen † (1286 - gennaio 1304 deceduto)
- Ulrich von Colditz † (prima del 29 luglio 1304 - 17 marzo 1316 deceduto)
- Heinrich von Grünberg † (19 agosto 1317 - dopo il 30 ottobre 1334 deceduto)
- Withego von Ostrau † (1335 - 24 ottobre 1348 deceduto)
- Nicola di Lussemburgo † (7 gennaio 1349 - 31 ottobre 1350 nominato patriarca di Aquileia)
- Johann von Miltiz † (4 luglio 1351 - ? deceduto)
- Johannes von Neumarkt † (15 febbraio 1352 - 9 ottobre 1353 nominato vescovo di Litomyšl)
- Gerhard von Schwarzburg † (13 maggio 1359 - 6 ottobre 1372 nominato vescovo di Würzburg)
- Withego Hildbrandi † (6 ottobre 1372 - 1382 deceduto)
- Christian von Witzleben † (1382 - 23 ottobre 1394 deceduto)
- Ulrich von Radefeld † (27 gennaio 1395 - 1409 deceduto)
- Gerhard von Goch † (9 agosto 1409 - 15 maggio 1422 deceduto)
- Johann von Schleinitz † (17 luglio 1422 - 1434 dimesso)
- Peter von Schleinitz † (6 settembre 1434 - 1º ottobre 1463 deceduto)
- Georg von Haugwitz † (1463 - ?)
- Dietrich von Bocksdorf † (25 maggio 1464 - 9 marzo 1466 deceduto)
- Heinrich von Stammer † (2 giugno 1466 - 24 marzo 1480 deceduto)
- Dietrich von Schönberg † (27 giugno 1481 - 15 marzo 1492 deceduto)
- Johann von Schönberg † (15 marzo 1492 succeduto - 26 settembre 1517 deceduto)
- Philipp von der Pfalz † (26 settembre 1517 succeduto - 5 gennaio 1541 deceduto)
- Julius von Pflug † (6 novembre 1542 - 3 settembre 1564 deceduto)